# Hyde Anna yorki hercegné
Anna yorki hercegné, született Lady Anne Hyde (angolul: Anne, Duchess of York; Windsor, 1637. március 12. – London, 1671. március 31.) angol főnemes, Jakab yorki herceggel kötött házassága révén angol és skót királyi hercegné, Albany és York hercegnéje.

## Élete

### Származása és gyermekkora
Lady Anne Hyde 1637. március 12-én született családja Cranbourne Lodge nevű windsori rezidenciájában Sir Edward Hyde (1609–1674) és második felesége, Frances Aylesbury (1617–1667) gyermekeként. Mindkét szülője részéről angol nemesi családból származott; édesapja mint II. Károly angol király bizalmi embere és minisztere vált ismertté, akit szolgálataira való tekintettel később grófi rangra emeltek. Édesanyja Edward Hyde második felesége volt; az első feleség, Anne Ayliffe of Grittenham, akivel Edward Hyde 1629-ben kötött házasságot, himlő következtében halt meg fél évvel az esküvő után, s Anne Hyde az ő emlékére kapta keresztnevét. A családban négy, felnőttkort megért gyermek volt, Henry, Laurence, Anne és Frances.
Az angol polgári forradalmat követően a királyi család külföldi száműzetésbe kényszerült, ahova a mélyen királypárti Hyde család 1649 májusában követte őket; Anne Hyde gyermekkoráról ezen kívül szinte semmit sem lehet tudni. A Hyde család a hollandiai Breda városában telepedett le. Anne Hyde édesapja a királyhű royalisták egyik vezetőjeként a leendő II. Károly angol király belső tanácsnokaként működött, maga Anne Hyde pedig Mária királyi hercegnő udvarhölgyeként szolgált. Anne Hyde divatos, vonzó hölgy volt, kegyét több fiatalember is kereste, többek között Lord Spencer Compton és Lord Henry Jermyn, aki iránt Anne Hyde is gyengéd érzelmeket táplált egészen a yorki herceggel való találkozásáig.

### Házassága és gyermekei
Anne Hyde mint udvarhölgy ismerkedett meg a kivégzett angol király fiatalabbik fiával, Jakab yorki herceggel (1633–1701). A hercegnek megnyerte a tetszését a fiatal angol nemeskisasszony, és noha ígéretet tett neki az egybekelésre, csak bátyja – aki szerint az erős akaratú, határozott Anne Hyde jó hatást gyakorolt befolyásolható öccsére – bátorítására kérte meg a kezét 1659-ben. A házasságban az is közrejátszott, hogy a menyasszony áldott állapota ekkor már nyilvánvaló volt, és a kor erkölcsei szerint a gyermek apjának feleségül kellett vennie Anne Hyde-ot. Az esküvőt titokban tartották meg még ugyanabban az évben, november 24-én Breda városában. 
Az angol monarchia restaurálását követően a királyi család hazatért száműzetéséből, és ekkor a yorki herceg hivatalos, ugyanakkor privát ceremónia keretében is feleségül vette Anne Hyde-ot 1660. szeptember 3-án Londonban, a menyasszony édesapjának házában. A házasságot meglehetősen eltérő véleményekkel fogadták: sokak szerint az újdonsült yorki hercegné nem rendelkezett kellő eleganciával és szépséggel, ugyanakkor a francia nagykövet úgy jellemezte a hercegnét mint „bátor, okos és szinte királyi vérrel felérő tettre kész” asszonyt. Saumel Pepys politikus szavai szerint „egyszerű nő” volt, míg de Gramont gróf írásai alapján „a hercegnének fenséges modora volt, egész jó alakja, nem igazi szépség, de szellemes…” Burnet véleményében „nagy tudással bírt és élénk értelemmel állt a dolgokhoz. Nagyvonalú volt és barátságos, de túl erős ellenségnek.” Alacsonynak tekintett származása miatt a hercegné nem volt népszerű az udvarban, életét ráadásul nehezítette férje folyamatos hűtlensége is.

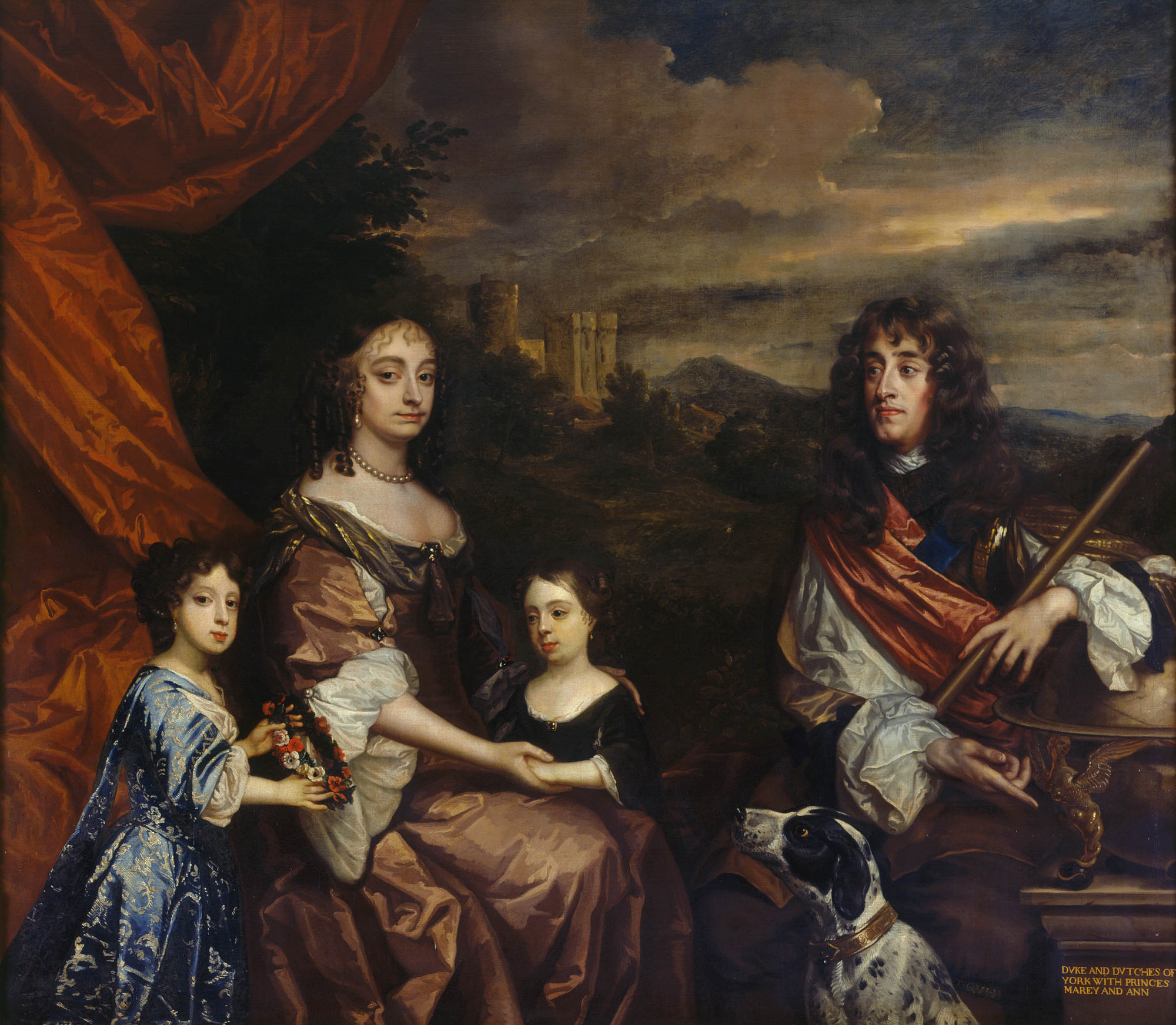
Jakab és Anna yorki hercegi pár két leányukkal (Sir Peter Lely)

Anne Hyde és Jakab yorki herceg házasságából összesen nyolc gyermek született, azonban közülük csak két leány érte meg a felnőttkort, a többiek csecsemőként, illetve kisgyermekként elhaláloztak:
- Károly (1660. október 22. – 1661. május 5.), Cambridge hercege, kisgyermekként elhalálozott
- Mária (1662. április 30. – 1694. december 28.), később Anglia és Skócia királynője, férje III. Vilmos orániai herceg
- Jakab (1663. július 12. – 1667. június 20.), Cambridge hercege, kisgyermekként elhalálozott
- Anna (1665. február 6. – 1714. augusztus 1.), később az Egyesült Királyság uralkodónője, férje György dán–norvég királyi herceg
- Károly (1666. július 4. – 1667. május 22.), Kendal hercege, kisgyermekként elhalálozott
- Edgár (1667. szeptember 14. – 1671. június 8.), Cambridge hercege, kisgyermekként elhalálozott
- Henrietta (1669. január 13. – 1669. november 15.), kisgyermekként elhalálozott
- Katalin 1671. február 9. – 1671. december 5.), kisgyermekként elhalálozott.

Élete vége felé a hercegné – mélyen vallásos anglikán családja tiltakozása ellenére is – áttért a katolikus hitre, melyet külföldi tartózkodások alatt nyílt alkalma jobban megismerni. Példáját később férje is követte. Átkeresztelkedésük ellenére gyermekeiket egy királyi rendelet értelmében anglikán nevelésben részesítették, minthogy a király ekkor még ellenezte a katolikus vallást és ragaszkodott a gyermekek protestáns oktatásához.

### Halála és emlékezete
Anne Hyde életet adott „nyolcadik gyermekének, egy leánynak 1671. február 9-én, de ekkor már halálos betegsége, feltehetően emlőrák, előrehaladott állapotban volt.” Évek óta, Edgár fia születésétől fogva betegeskedett. Utolsó gyermeke világra jötte után alig pár héttel, 1671. március 31-én Anna yorki hercegné fiatalon, harmincnégy évesen elhunyt a fővárosban található Szent Jakab-palotában. Bebalzsamozott testét westminsteri apátságban temették el két nappal később. Ekkor négy gyermeke volt még életben, ám közülük Edgár és Katalin még ugyanebben az évben meghaltak, Mária és Anna hercegnőket hagyva Anne Hyde egyedüli leszármazottjaiként és a yorki herceg örököseiként.
Halála után férje trónra került, de a dicsőséges forradalom során lemondott a koronáról idősebbik életben maradt leánya javára, akinek halála után húgát koronázták brit királynővé. Anne Hyde után a mindenkori brit trónörökös nem vett feleségül angol nőt egészen Károly walesi herceg és Diana Spencer házasságkötéséig. Anna yorki hercegné alakja feltűnt a 2003-as, Charles II: The Power & The Passion című tévésorozatban, ahol a hercegné szerepét Tabitha Wady játszotta.

## Fordítás
- Ez a szócikk részben vagy egészben a Anne Hyde című angol Wikipédia-szócikk ezen változatának fordításán alapul.  Az eredeti cikk szerkesztőit annak laptörténete sorolja fel. Ez a jelzés csupán a megfogalmazás eredetét és a szerzői jogokat jelzi, nem szolgál a cikkben szereplő információk forrásmegjelöléseként.